# Fernand Grosjean
Pour les articles homonymes, voir Grosjean.
Fernand Grosjean, né le 5 mai 1924 à Genève et mort le 19 août 2015, est un skieur alpin suisse qui a mis fin à sa carrière sportive à la fin de la saison 1954. Il est le grand-père du pilote automobile franco-suisse Romain Grosjean.

## Palmarès

### Jeux olympiques d'hiver
| Épreuve / Édition    | Descente | Slalom géant                     | Slalom | Combiné                          |
| JO 1948 Saint-Moritz | 8e       | Épreuve inexistante à cette date | —      | 16e                              |
| JO 1952 Oslo         | —        | 11e                              | ——     | Épreuve inexistante à cette date |

### Championnats du monde
| Épreuve / Édition    | Descente | Slalom géant                     | Slalom | Combiné                          |
| JO 1948 Saint-Moritz | 8e       | Épreuve inexistante à cette date | —      | 16e                              |
| Mondiaux 1950 Aspen  | 13e      | Argent                           | 13e    | Épreuve inexistante à cette date |
| JO 1952 Oslo         | —        | 11e                              | ——     | Épreuve inexistante à cette date |
| Mondiaux 1954 Åre    | —        | 11e                              | —      | —                                |

### Arlberg-Kandahar
- Vainqueur du slalom 1952 à Chamonix